# Hotel de l’Orient
El Hotel de l’Orient es un hotel del siglo XVIII en Puducherry, India. Fue fundado en 1664 por la Compañía de las Indias Orientales ( Compagnie des Indes Orientales). Este edificio es la casa histórica de Ananda Ranga Pillai, Dubash de Joseph Dupleix (gobernador general de los establecimientos franceses en la India). Se había ocupado desde 1952 por el Departamento de Educación, durante el gobierno francés conocido como "Instrucción Pública", cuyo consejo de administración está todavía por encima de la puerta de entrada. El departamento estaba a punto de desalojar el edificio, ya que había sido declarado inseguro. La mansión que alberga el Hotel de l'Orient se remonta a finales de la década de 1760, cuando fue reconstruido Puducherry.